# مايكل كاماليري
مايكل أنتوني كاماليري (بالإنجليزية: Michael Anthony Cammalleri)‏ من مواليد 8 يونيو 1982 هو لاعب هوكي جليدي محترف كندي سابق لعب 15 موسماً في دوري الهوكي الوطني لخمسة فرق مختلفة. تم اختياره في الجولة الثانية، التاسعة والأربعين، من قبل لوس أنجلس كينغز في مشروع دخول دوري الهوكي الوطني لعام 2001.
كان أول ظهور لكاماليري في دوري الهوكي الوطني مع لوس أنجلس كينغز في 2002. في سبتمبر 2007، سجل أول هدف في الموسم العادي على الإطلاق في مباراة دوري الهوكي الوطني التي لعبت في أوروبا. بعد أن لعب مع كالغاري فليمز لموسم واحد في 2008–09، انضم إلى مونتريال كنديانز، الذي سجل معه الهدف رقم 20000 في تاريخ الامتياز في عام 2009 وتعادل مع سجل الامتياز للأهداف في سلسلة فاصلة واحدة في عام 2010. عاد إلى كالغاري فليمز في عام 2012 بعد صفقة غير عادية تم تداوله فيها في منتصف اللعبة. بعد انتهاء عقده في عام 2014، وقع كاماليري عقدًا مدته خمس سنوات مع نيوجيرسي ديفلز، ولكن تم شراؤه بعد ثلاث سنوات فقط. في فترة الوكالة الحرة اللاحقة، وقع عقدًا مدته عام واحد للعودة إلى لوس أنجلس كينغز، واختار فترة ثانية مع الفريق للمرة الثانية في مسيرته.
مثل منتخب كندا لهوكي الجليد دوليًا في أربع مناسبات، فاز كاماليري بالميداليات البرونزية والفضية في بطولة العالم للناشئين 2001 و2002 على التوالي. حصل على لقب أفضل مهاجم في البطولة في عام 2002. وفاز بالميدالية الذهبية في بطولة العالم لهوكي الجليد للرجال لعام 2007. نجم كل النجوم في الكلية ودوري الهوكي الأمريكي، لعب كاماليري في "الحرب الباردة"، وهي لعبة في الهواء الطلق سجلت رقمًا قياسيًا في الحضور العالمي في ذلك الوقت في عام 2001. كما تم الاعتراف به لمشاركته في الجهود الخيرية لدعم الأطفال والجيش.

## التمثيل الوطني
ظهر كاماليري لأول مرة دوليًا في عام 2000، حيث انضم إلى منتخب الناشئين الكندي في بطولة العالم لهوكي الجليد للناشئين لعام 2001. وسجل أربعة أهداف وست نقاط في سبع مباريات لكندا التي فازت بالميدالية البرونزية. عاد في العام التالي، قاد كندا إلى الميدالية الفضية. قاد كاماليري بطولة 2002 بتسجيله 7 أهداف و11 نقطة، واختير أفضل مهاجم في البطولة. ظهر لأول مرة مع الفريق الأول في بطولة العالم 2006 حيث سجل هدفًا واحدًا وخمس نقاط في ثماني مباريات ليحتل المركز الرابع. عاد لبطولة عام 2007 التي أقيمت في موسكو، حيث ساعدت نقاطه السبع كندا على الفوز بالميدالية الذهبية برصيد 9–0.